# تصحيح الاعتقادات (كتاب)
تصحيح اعتقادات الإمامية أو تصحيح الاعتقاد، كتاب شيعي في علم الكلام من تأليف الشيخ المفيد (توفى 413 هـ) وهو شرح ونقد كتاب الاعتقادات للشيخ الصدوق. لم يكتف الشيخ المفيد في إثبات العقائد بالآيات والروايات كما فعل الشيخ الصدوق، بل استعان بالأدلة العقلية أيضاً.
من المسائل المطروحة في هذا الكتاب: البداء، والسؤال في القبر، والقضاء والقدر ومعنى العرش، والرجعة، وكيفية نزول الوحي. في هذا الكتاب النقد المهم الذي وجهه الشيخ المفيد للشيخ الصدوق هو عدم تمتعه بالدقة العقلية الكافية في إثبات العقائد وتفسير الآيات والأحاديث.
يوجد للكتاب نُسخ عديدة، منها النسخة المحفوظة في مكتبة مجلس الشورى الإسلامي في إيران، ومنها النسخة المحفوظة في مكتبة حرم الإمام الرضا. وطبع هذا الكتاب عدّة مرّات، وكذلك تُرجِم إلى اللغة الفارسية.

## التعريف بالكتاب
يُعتبر كتاب "تصحيح الاعتقاد" شرحا نقديّا على كتاب "الاعتقادات" للشيخ الصدوق، الذي عرضَ فيه أهم عقائد الإمامية، فقد حاول الشيخ المفيد في كتابه أن ينتقد ويصحح آراء أستاذه الشيخ الصدوق في عقائد الإمامية. حيث اكتفى الصدوق في إثبات عقائد الإمامية بالآيات والروايات، ولكن الشيخ المفيد لم يكتف بذلك بل استعان بالأدلة العقلية أيضاً
من مميزات هذا الكتاب أنّ المؤلف عرض فيه منهجين فكريين مختلفين في الكلام الشيعي، أحدهما: ما يعتمد على الروايات فحسب ولا يأبه بالأدلة العقلية، وثانيهما: ما يهتمّ بالأدلة العقلية أيضاً.